# Jan Heemskerk
Jan Heemskerk Abrahamszoon (30. července 1818 Amsterdam – 9. října 1897 Haag) byl nizozemský politik, který v letech 1874 až 1877 a znovu v letech 1883 až 1888 působil jako předseda vlády (jako nestraník). Celkem strávil v nejvyšší exekutivní funkci více než 8 let. Třikrát byl též ministrem vnitra (1866–1868, 1874–1877, 1883–1888), jednou ministrem spravedlnosti (1867–1868). Původně byl liberálem, ale nakonec se přiklonil ke konzervatismu a konzervativní byly i oba jeho kabinety. Počátky jeho politické kariéry byly komplikovány spory s vlivným Johanem Rudolphem Thorbeckem. S Thorbeckem takticky vztahy urovnal, ale po jeho smrti se ukázalo, že nenávist přetrvala - zabránil například vztyčení Thorbeckovy sochy v Haagu, z premiérského sídla Torentje nechal odstranit Thorbeckovu bustu apod. Druhý Heemskerkův premiérský mandát je považován za úspěšnější. Prosadil tehdy zákon o vysokém školství, zákon o rušení nočního klidu či zákon o železnicích. Připravil též revizi ústavy a rozšíření volebního práva. Původně byl právníkem, vystudoval právo na Amsterdamské a Utrechtské univerzitě. Tato jeho kariéra vyvrcholila členstvím v Nejvyšším soudu (1873–1874). V letech 1856–1866 byl amsterdamským radním. V závěru života (od 1885 až do své smrti) byl členem Státní rady. Jeho syn Theo Heemskerk se stal rovněž nizozemským premiérem, vládl v letech 1908 až 1913.